# THE DREAM (アルバム)
『THE DREAM』（ザ・ドリーム）は、2020年1月22日にavex traxから発売された韓国のアイドルグループNCT DREAMの日本公演記念ミニ・アルバム。

## 概要
- 初の日本単独コンサートツアー「NCT DREAM TOUR "THE DREAM SHOW" - in JAPAN」の開催を記念したミニ・アルバム。
- 日本国内で初めてリリースされたNCT DREAMのアルバムである。
- デビュー曲の「Chewing Gum」（2016年）から、「BOOM」（2019年）に至るまでのNCT DREAMの代表曲を収録している。
- 収録曲はすべて韓国語歌唱である。
- 2018年にNCT DREAMから卒業したマークが参加した最後の楽曲「Candle Light（사랑한단 뜻이야、愛してるという意味だよ）」が収録されている。

## チャート成績
2020年1月28日発表のオリコン週間アルバムランキングで、NCT DREAM初の1位を獲得した。
日本デビュー前の男性K-POPアーティストが、オリコン週間アルバムランキングで1位を達成するのは史上初である。
2月3日付の週間アルバム・セールス・チャート「Billboard JAPAN Top Albums Sales」で1位を獲得した。

## 収録曲
1. Chewing Gum [3:18]
  - 作詞 ：조윤경、문설리、정민지、MARK
  - 作曲 ：Thomas Troelsen、Thomas Troelsen
  - 編曲 ：Thomas Troelsen、KENZIE

デビュー曲。
2. My First and Last [3:22]
  - 作詞 ：전간디、MARK
  - 作曲 ：August Rigo、Justin Davey、Ryan S. Jhun
  - 編曲 ：August Rigo、Justin Davey、Ryan S. Jhun
3. We Young [3:44]
  - 作詞 ：KENZIE
  - 作曲 ：KENZIE、LDN Noise、Ylva Dimberg
  - 編曲 ：LDN Noise
4. GO [3:28]
  - 作詞 ：황유빈、지예원 (Joombas)、MARK
  - 作曲 ：The Stereotypes、Tiffany Fred、소피야 (Sophiya)、Distract、유영진
  - 編曲 ：The Stereotypes
5. We Go Up [3:03]
  - 作詞 ：KENZIE、MARK
  - 作曲 ：KENZIE、Kevin White、Mike Woods、Andrew Bazzi、MZMC
  - 編曲 ：Rice n' Peas
6. BOOM [3:15]
  - 作詞 ：송캐럿 (Jam Factory)、김민지 (Jam Factory)
  - 作曲 ：Ryan S. Jhun、Cedric 'Dabenchwarma' Smith、Keynon Moore、유영진、Curtis A Richardson、Adien Lewis
  - 編曲 ：Ryan S. Jhun、Cedric 'Dabenchwarma' Smith、Keynon Moore、유영진、Curtis A Richardson、Adien Lewis
7. Candle Light [3:57]
  - 作詞 ：황유빈、MARK
  - 作曲 ：Andreas Oberg、Sean Alexander、Darren Ellis Smith、Jimmy Burney
  - 編曲 ：Andreas Oberg、Darren Smith、Avenue 52

2018年に「STATION」シーズン3で公開されたミドルテンポのウィンターソング。マークが作詞に参加した歌詞には、家族や友人、恋人に伝える感謝と愛のメッセージが込められている[7]。